# Hyolithellus
Hyolithellus is een geslacht van uitgestorven borstelwormen uit de familie van de Hyolithellidae. De wetenschappelijke naam van het geslacht werd voor het eerst beschreven door Billings in 1871. Het geslacht is een conisch buisvormig fossiel uit het Cambrium, oorspronkelijk beschouwd als een hyoliet, maar is sindsdien (voorlopig) opnieuw geïnterpreteerd als een annelide worm. De ronde, dunne (15-150 μm), oorspronkelijk fosfatische buis wordt breder langs zijn lange, golvende, ringvormige lengte.

## Soorten[4]
- † Hyolithellus decorus (Chen, 1984)
- † Hyolithellus filiformis (Bengtson in Bengtson, Conway Morris, Cooper, Jell & Runnegar, 1990[5])
- † Hyolithellus grandis (Rozanov et al., 1969)
- † Hyolithellus insolitus (Voronin et al., 1982)
- † Hyolithellus isiticus (Rozanov et al., 1969)
- † Hyolithellus micans (Billings, 1871)
- † Hyolithellus papillatus (Walcott, 1912)
- † Hyolithellus rectus (Missarzhevsky & Mambetov, 1981)
- † Hyolithellus sinuosus (Cobbold, 1921)
- † Hyolithellus tenuis (Rozanov & Missarzhevsky, 1966)
- † Hyolithellus vitricus (Missarzhevsky & Mambetov, 1981)
- † Hyolithellus vladimirovae (Rozanov & Missarzhevsky, 1966)